# Max von der Planitz
Heinrich Wilhelm Maximilian Edler von der Planitz (né le 15 septembre 1834 à Dresde et mort le 22 juin 1910 à Interlaken) est un général d'artillerie prussien.

## Biographie

### Origine
Max est issu de la famille noble du Vogtland, von der Planitz. Il est le fils de Gustav Adolf von der Planitz (de) (1802-1869) et de son épouse Marie, née von Watzdorff (de) (1808–1862). Son père est seigneur de Kaschwitz, conseiller à la Cour royale de Saxe et à la Justice, ainsi que conseiller privé et ministre du duc de Saxe-Altenbourg. Le colonel général prussien Ernst von der Planitz (1836–1910) est son frère cadet.

### Carrière militaire
Planitz est diplômé du lycée de Zeitz et rejoint le régiment d'artillerie de la Garde de l'armée prussienne en tant qu'artilleur le 1er mai 1852. Pour poursuivre sa formation, il est affecté à l'École combinée d'artillerie et du génie en 1852/55 et est promu au grade de sous-lieutenant. Par brevet du 20 octobre 1853, Planitz est nommé officier d'artillerie le 11 octobre 1855. Premier lieutenant, il est adjudant de la brigade d'artillerie de la Garde (de) à partir du 23 septembre 1865. Promu capitaine à ce poste le 16 janvier 1866, Planitz participe aux batailles de Soor et de Königinhof ainsi qu'à la bataille de Königgrätz lors de la guerre contre l'Autriche la même année. Récompensé de l'ordre de l'Aigle rouge, après le traité de paix, il est nommé commandant de la 1re batterie montée du régiment d'artillerie de la Garde.
À ce poste, Planitz est déployé en 1870 après le début de la guerre contre la France dans les batailles de Vionville, Gravelotte, Beaumont, Sedan et Le Bourget ainsi que lors du siège de Paris. Pour ses réalisations, il reçoit les deux classes de la croix de fer. Après la paix de Francfort, Planitz est affecté à l'école de tir d'artillerie de Berlin pendant quatre mois. Le 23 mars 1872, il est nommé adjudant de l'Inspection générale de l'artillerie (de). Restant à ce poste, Planitz est transféré au 1er régiment d'artillerie de campagne le 15 août 1872 et promu major le 10 septembre 1872. Après avoir été relevé de son commandement à l'Inspection générale, il est nommé commandant du détachement monté du 5e régiment d'artillerie de campagne à Sagan le 27 septembre 1873. En septembre 1876, Planitz est affecté comme observateur aux principales manœuvres des troupes autrichiennes et reçoit la croix de commandeur de l'ordre de François-Joseph. Le 22 avril 1879, il est transféré à Coblence en tant que commandant du 8e régiment d'artillerie de campagne et à la mi-octobre 1883, Planitz a atteint le grade de colonel. Le 1er juin 1885, il est nommé chef d'état-major général du 8e corps d'armée sous le commandement du futur maréchal Walter von Loë. À ce titre, Planitz reçoit le grade et les fonctions de commandant de brigade le 22 mars 1887. En tant que général de division, il devient commandant le 4 août 1888 de la 49e brigade d'infanterie à Darmstadt. Après presque deux ans, Planitz est promu lieutenant général et vient à Düsseldorf où il commande la 14e division d'infanterie. Il abandonne ce commandement le 13 octobre 1890 et est nommé commandant de la 2e division de la Garde à Berlin. Du 27 janvier 1891 au 17 octobre 1892, Planitz sert comme quartier-maître en chef de l'état-major général et est ensuite gouverneur de Mayence jusqu'au 9 juin 1893. Il occupe ensuite le poste d'inspecteur général de l'Inspection générale de l'artillerie à pied (de). Au cours des neuf années suivantes, Planitz est en grande partie responsable du développement ultérieur de l'artillerie lourde et de l'introduction de l'obusier lourd de campagne pour l'armée de campagne. En tant que général d'artillerie, il reçoit de nombreuses récompenses pour son travail. En plus de l'Ordre de la Couronne, première classe, et de la Grand-Croix de l'ordre de l'Aigle rouge avec feuilles de chêne et épées, Planitz est fait chevalier de l'ordre de l'Aigle noir à l'occasion de son 50e anniversaire de service. En approbation de sa demande de démission, il est mis à sa disposition le 13 juin 1902 sous un poste à la suite du régiment d'artillerie à pied de la Garde avec la pension statutaire et nommé en même temps chanoine à Naumbourg. Après sa retraite, Guillaume II l'honore le 18 janvier 1903 en lui décernant la chaîne de l'Ordre de l'Aigle noir. Il est enterré à Weimar.

### Famille
Planitz se marie avec Marie von Schlegel (1849–1912) le 10 juin 1869. Elle est la fille du général de division prussien Wolf Benno von Schlegel (de) (1801–1860). Le mariage donne naissance aux enfants suivants :
- Hans Max Wilhelm (1870–1933), capitaine prussien, seigneur de Komorowe marié en 1899 avec Marie baronne von Zedlitz und Leipe (de) (1872–1945)
- Hans Wilhelm Max (1872–1915), major prussien marié en 1902 avec Alice baronne Heyl zu Herrnsheim (de) (1881–1969)
- Hans Max Adolf Bruno (1873–1950), conseiller juridique et banquier marié en 1900 avec Elsa von Krause (1877–1933)
- Elisabeth Marie (née en 1874) mariée en 1900 avec Ernst von Wrisberg (1862–1927), général de division prussien
- Johanna Mathilde (née en 1876) mariée en 1898 avec Hans Tieschowitz von Tieschowa (de) (1872–1952), lieutenant-général allemand
- Marie-Élisabeth (née en 1878)
- Hans Wilhelm Gustav Adolf (1883–1917), capitaine prussien
- Max Wilhelm Hans (1884–1970) marié en 1928 avec Anni Otto (1891–1958)